# Golfe de Giens
Le golfe de Giens est un golfe de France situé en Provence, au sud de Hyères, entre la presqu'île de Giens à l'est et au sud-est et le cap de Carqueiranne au nord-ouest.

La rade d'Hyères avec le golfe de Giens à l'ouest de la presqu'île de Giens.